# Port lotniczy Posadas
Port lotniczy Posadas (IATA: PSS, ICAO: SARP) – port lotniczy położony 7,5 km na północny zachód od Posadas, w prowincji Misiones, w Argentynie.

## Linie lotnicze i połączenia
- Aerolíneas Argentinas (Buenos Aires-Jorge Newbery, Córdoba)
- Flybondi (Palomar)